# Alexander von Schoeller

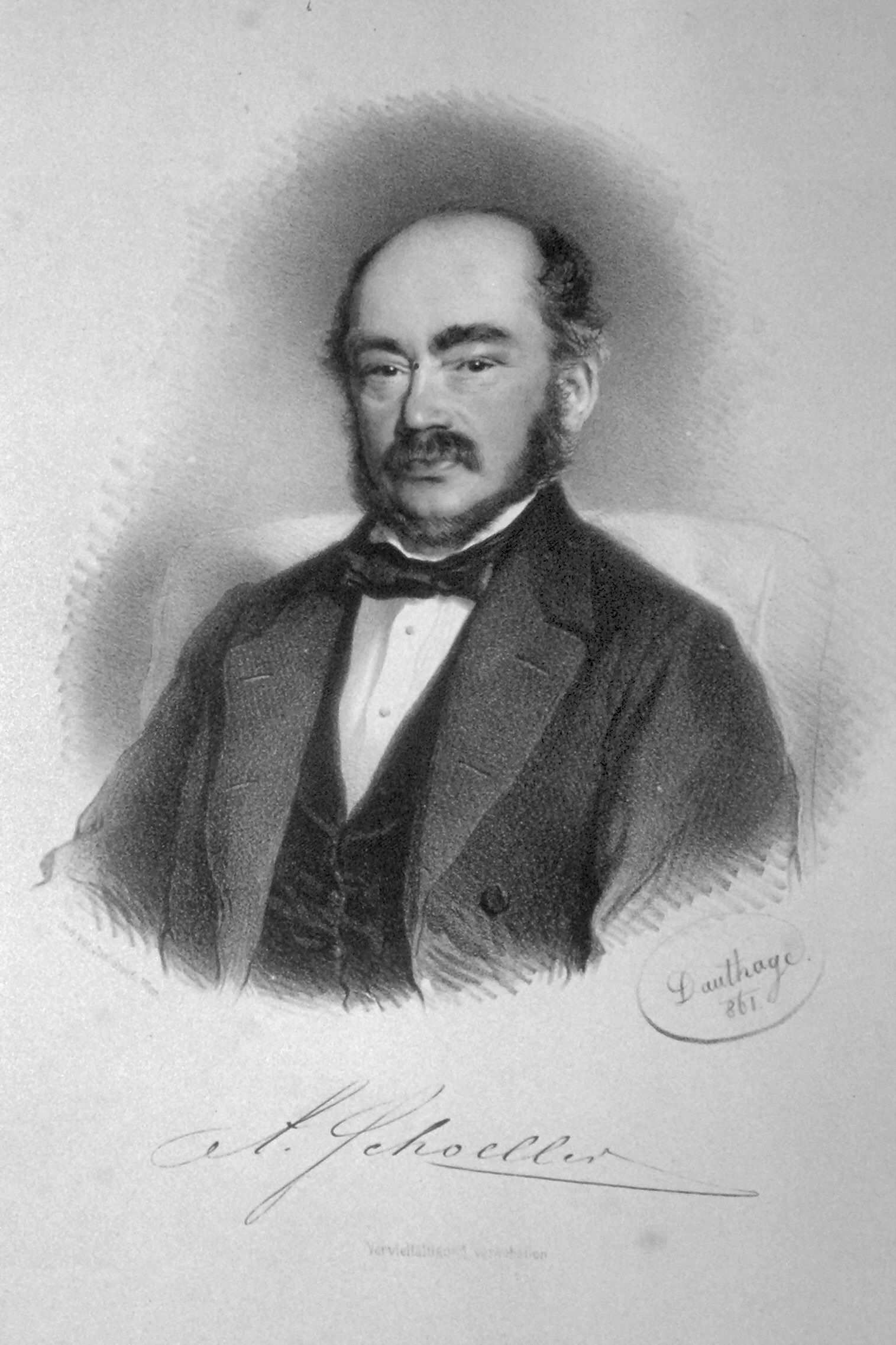
Alexander Ritter von Schoeller, Lithographie von Adolf Dauthage, 1861

Wilhelm Alexander Schoeller, seit 1868  Ritter von Schoeller (* 12. Juni 1805 in Düren in Nordrhein-Westfalen; † 11. November 1886 Wien) war ein deutsch-österreichischer Großindustrieller und Großunternehmer sowie Bankier.

## Leben und Wirken
Der Sohn des Tuchfabrikanten Johann Paul Schoeller (1772–1845) und der Elisabeth Henriette Wilhelmine Eickel absolvierte eine kaufmännische Ausbildung in der väterlichen Fabrik und sammelte ab 1825 praktische Erfahrung im Handel in der unter Leitung seines Vetters Philipp Wilhelm von Schoeller (1797–1877) stehenden „Gebr. Schoeller k. k. Feintuch- und Wollwarenfabrik“ in Brünn. Im Jahr 1831 wurde ihm durch die Firmenleitung die Geschäftsführung der Wiener Niederlassung übertragen. Bereits 1833 gründete Schoeller aber dann das eigene Großhandelshaus „Schoeller & Co.“ in Wien, von dem aus der Handel mit Waren aus den verschiedenen Familienbetrieben aber auch aus den zukünftigen Industrieverbindungen zentral gesteuert wurde und an dem er auch seinen 1867 geadelten Bruder Johann Paul von Schoeller (1808–1882) beteiligte. Dieses Handelshaus wurde durch Alexander von Schoeller noch um eine Banksparte erweitert, aus der sich dann schließlich die Schoellerbank entwickelte.

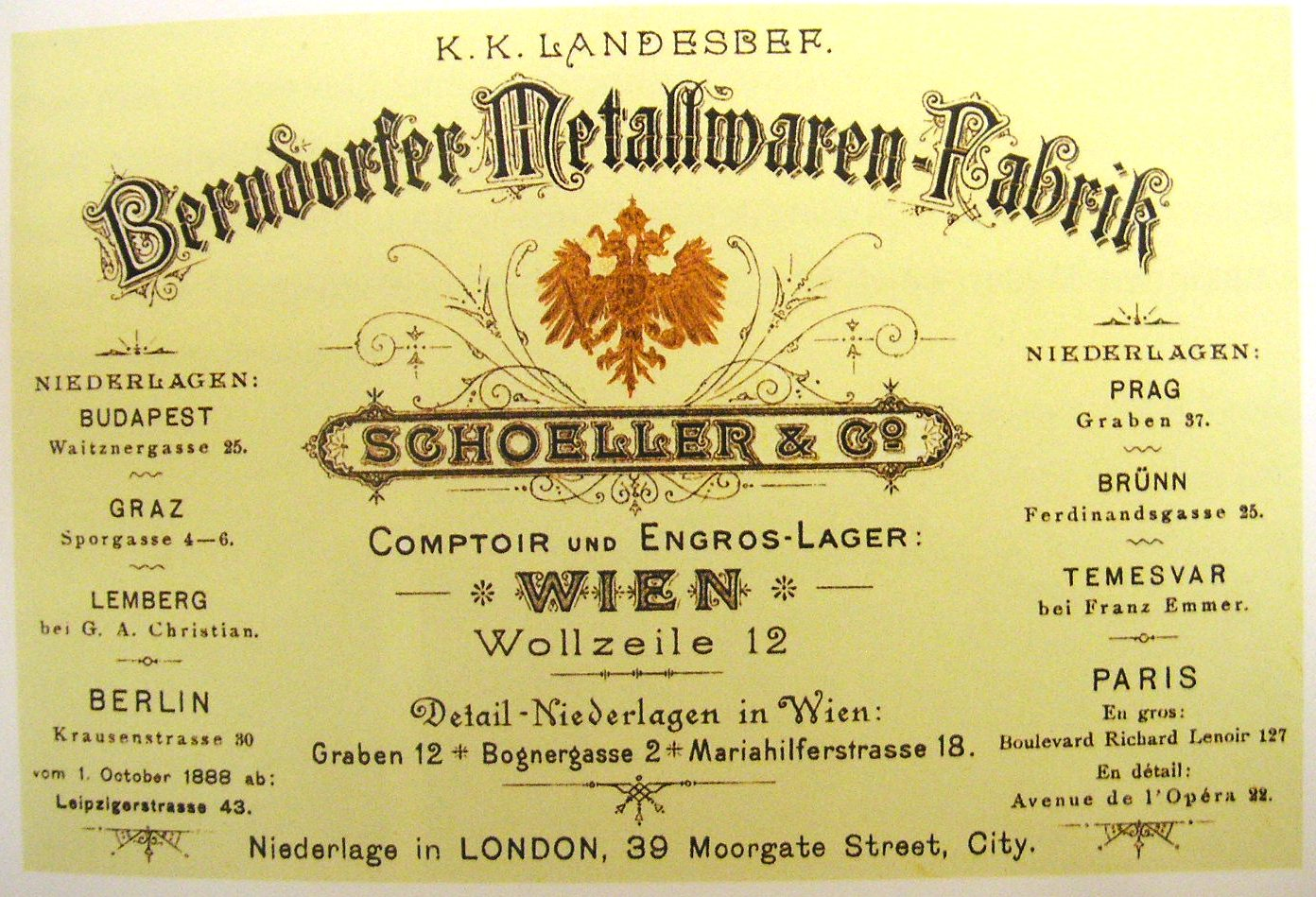
Berndorfer Metallwarenfabrik Alexander von Schoeller

### Zusammenarbeit mit Krupp
Schoeller nutzte nun die Gunst der Stunde für weitere Innovationen und gründete 1843 zusammen mit Alfred Krupp als stillem Teilhaber die Berndorfer Metallwarenfabrik für edles Tafelbesteck. Im Jahre 1862 übernahm er ebenfalls zusammen mit Alfred Krupp die Ternitzer Eisenwerke Reichenbach, die er 1868 zusammen mit Alfreds Bruder Hermann Krupp in die Ternitzer Walzwerk- und Stahlfabrikations-Actien-Gesellschaft umwandelte, aus der dann 1924 durch Zusammenlegung mit den Bleckmann Stahlwerken in Mürzzuschlag die Schoeller-Bleckmann Stahlwerke AG entstand. Um den Zugang zu den Rohstoffquellen für seine Firmen zu sichern, erwarb er Beteiligungen unter anderem an den Kohlegruben in Miesbach, und Jaworzno und gründete zusammen mit Ernst von Herring und seinem Neffen Gustav Adolph von Schoeller die Steinkohlengewerkschaft Mirošov u Rokycan.

### Zuckerrüben & Zuckerindustrie

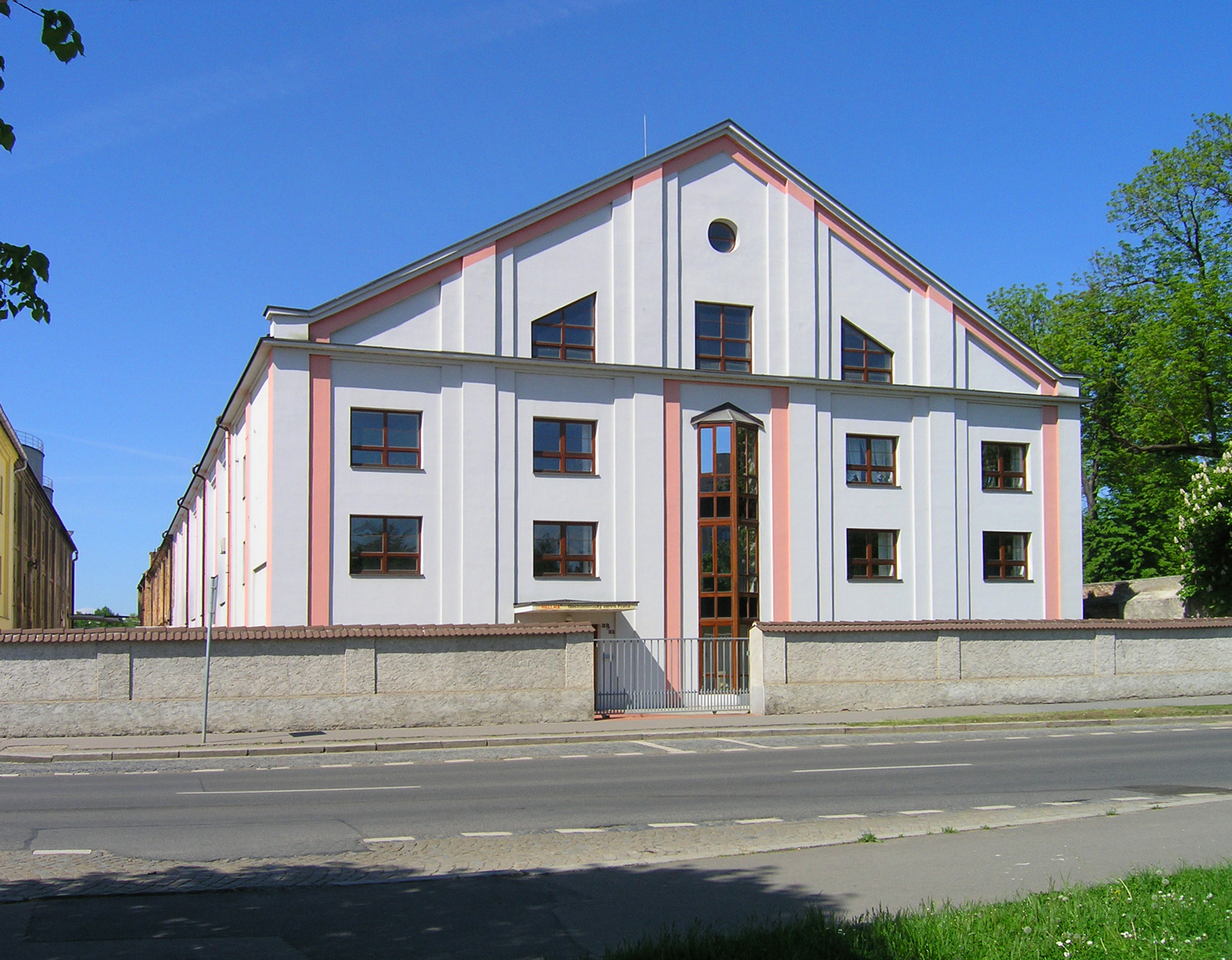
Die ehemalige Zuckerraffinerie in Prag Čakovice

Schoellers Tatendrang schien unermüdlich und wie bereits zuvor sein zweiter und ebenfalls 1867 geadelter Bruder Heinrich Eduard von Schoeller (1803–1879) in Edelény in Ungarn, eröffnete Alexander sich mit dem Einstieg in die Nahrungsmittelindustrie und hier speziell in der Zuckerindustrie, ein weiteres Standbein. Hierzu erwarb er landwirtschaftliche Güter für den Zuckerrübenanbau unter anderem in Čakovice, Ctěnice, und Miškovice, allesamt bei Prag gelegen, sowie zum Teil zusammen mit seinem Brünner Vetter Philipp Wilhelm Beteiligungen an mehreren Zuckerfabriken an genannten Orten, die er diesem später mehrheitlich auch übertrug. 1856 gründete er die Zuckerfabrik in Vrdy. Ebenso kam auf seine Initiative hin gemeinsam mit seinen verschwägerten Verwandten aus der Familie Skene im Jahr 1867 die Gründung der Zuckerfabrik in Leipnik zustande, aus der ab 1921 durch Fusion die Leipnik-Lundenburger-Zuckerfabrik AG bei Wien als Produktionsgesellschaft wurde, die speziell für die Verarbeitung der Zuckerrüben aus seinen Mährischen Anbaugebieten gedacht war. Bis 1943 hatte das Wiener Großhandels- und Bankhaus Schoeller & Co. die Aktienmehrheit an diesem Unternehmen, in dem noch bis 1988 mit dem Präsidenten Philipp von Schoeller ein Familienmitglied im Management saß.

### Landwirtschaftliche Unternehmungen

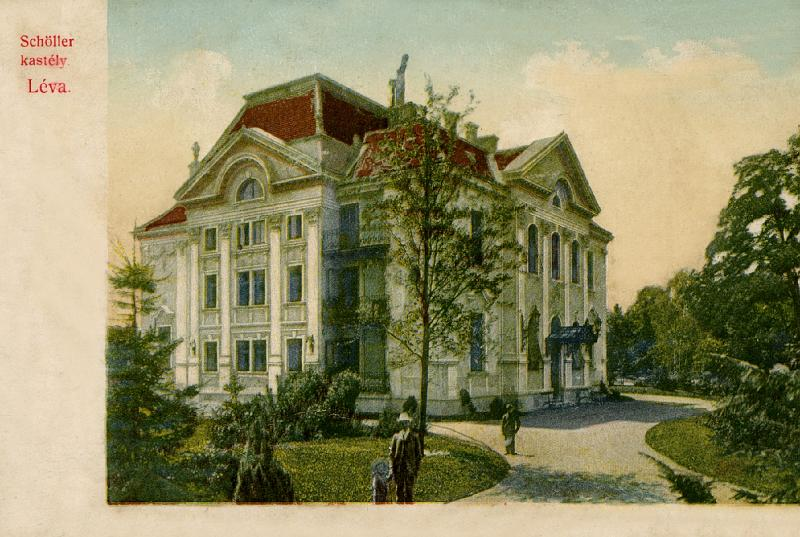
Burg Levice
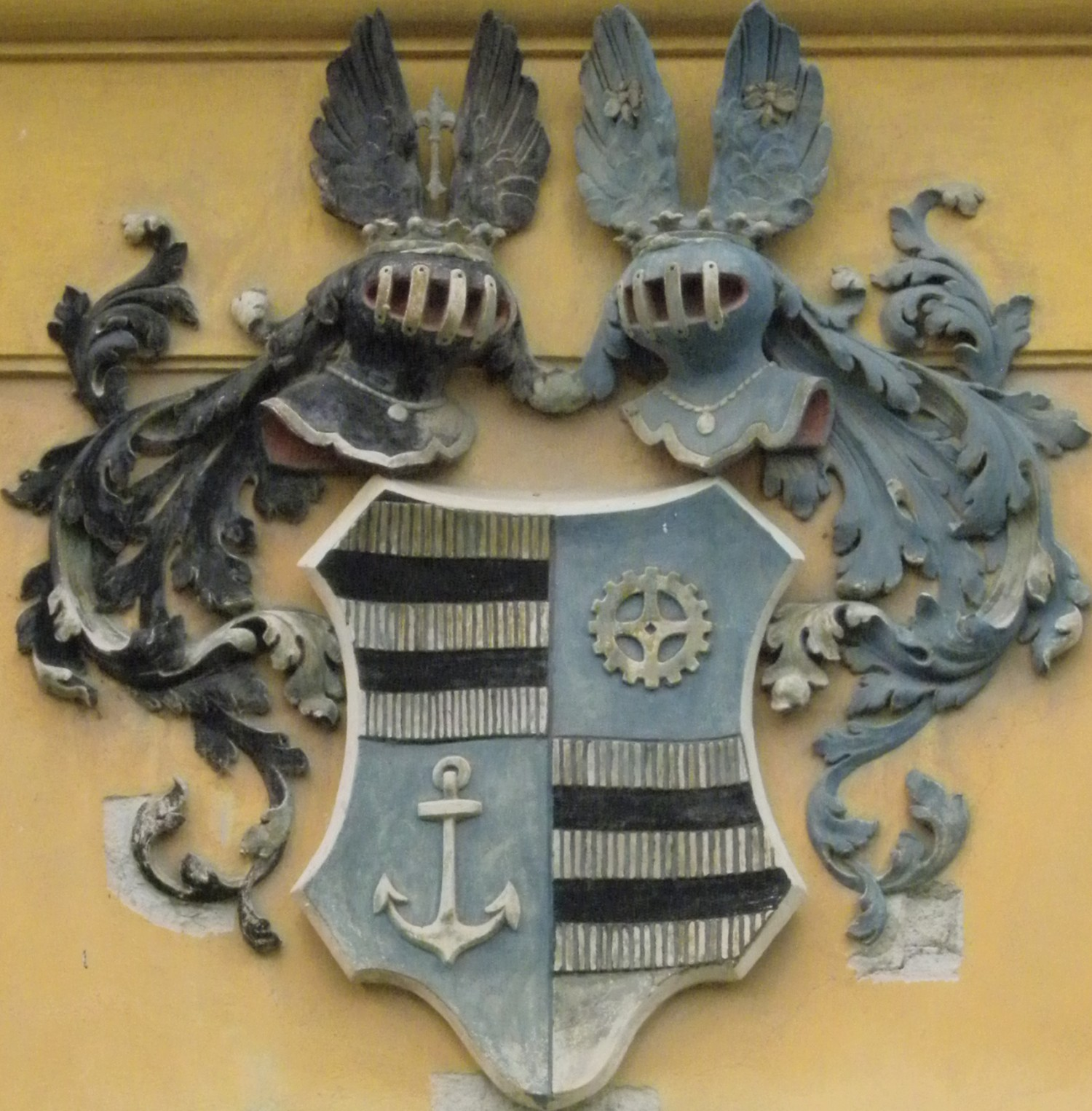
Wappen Alexander von Schoeller an der Fassade von St. Michael, Levice

Darüber hinaus erfolgte noch Alexanders Gründung einer Rollgerstenfabrik in Ebenfurth bei Wien, die er zum größten Mühlenbetrieb der Monarchie aufbaute sowie seine Beteiligung an das Hütteldorfer Brauhaus. Weiterhin pachtete er gemeinsam mit Carl Leidenfrost von Bars die Herrschaft Levice in Oberungarn (seit 1918 Slowakei), die in das Eigentum seines Wiener Handelshauses überging und die später unter der Leitung seines Brünner Neffen Gustav von Schoeller (1830–1912) und vor allem unter dessen Sohn Gustav Philipp (1866–1950) zu einem Musterbetrieb für Halbblutzucht und Schnapsbrennerei wurde. Darüber hinaus erwarb Alexander hier 1867 von der Familie Esterházy die Burg Levice als Familiensitz, die bis zur Enteignung im Jahre 1945 auf Grund der Beneš-Dekrete wie auch die Herrschaft Levice selbst im Familienbesitz blieb.
Weitere Beteiligungen unter anderem an der Allgemeinen Österreichischen Baugesellschaft (der heutigen PORR), der familieneigenen Brünner Kammgarnspinnerei, der Schrauben- und Mutternfabrik im niederösterreichischen Neunkirchen, der Hirschwanger Schleiferei- und Zellulosefabrik sowie an mehreren Industriebanken dokumentieren den wirtschaftlichen Einfluss Schoellers.

### Engagement außerhalb seiner Unternehmen
Auf Grund seiner anerkannten Kompetenz wurde Schoeller darüber hinaus noch in mehrere Aufsichtsräte und Vorstände berufen, wie beispielsweise in der Niederösterreichischen Handels- und Gewerbekammer, dem Gewerbegericht, dem Niederösterreichischen Gewerbeverein, dem Industriellenclub und der Niederösterreichischen Escompte-Gesellschaft. Weiterhin stand er beratend und unterstützend Anselm Salomon Freiherr von Rothschild bei dessen Gründung der k. k. privilegierte Österreichische Credit-Anstalt für Handel und Gewerbe zur Seite.

### Auszeichnungen und Nobilitierung

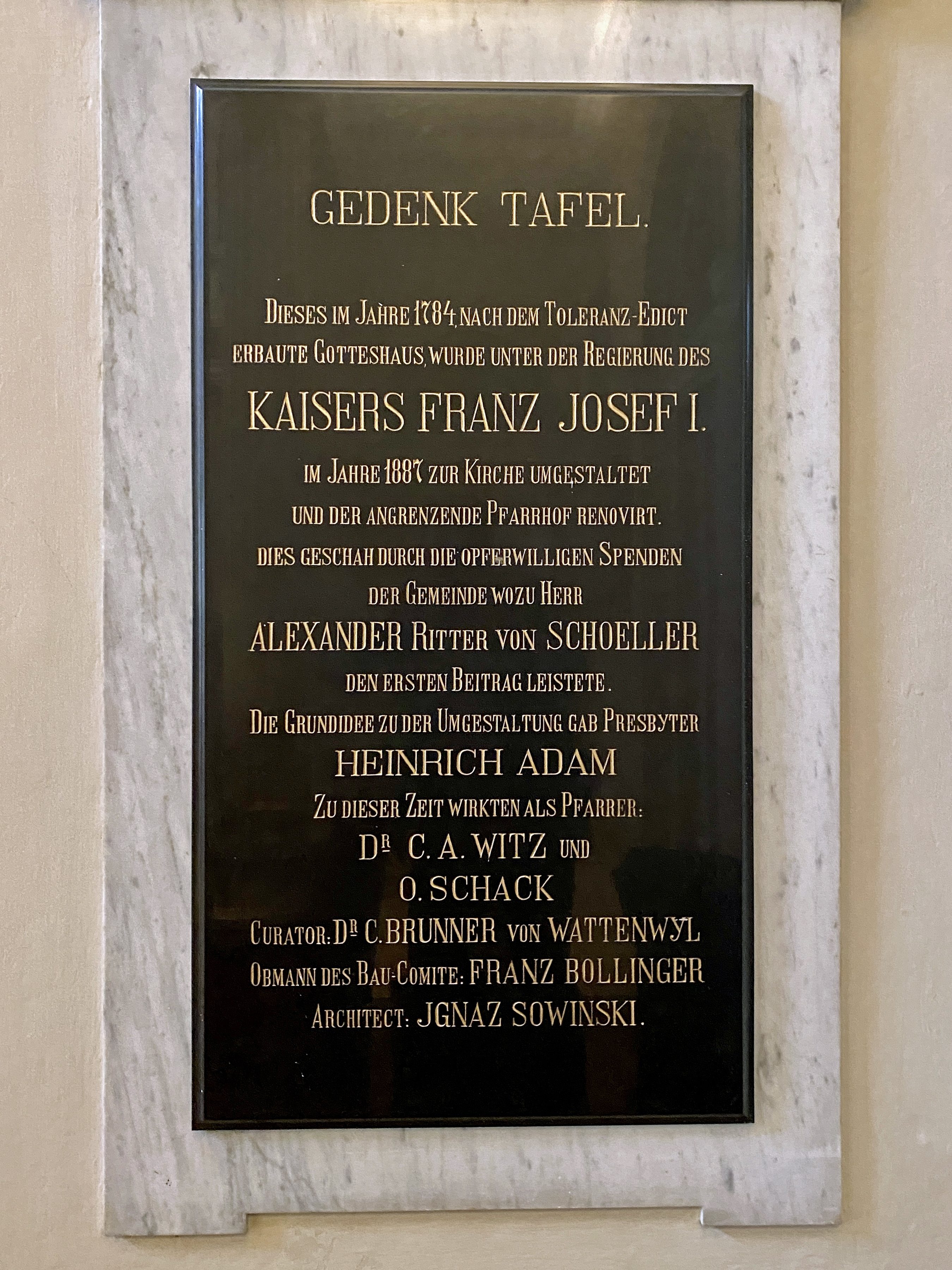
Reformierte Stadtkirche in Wien, Gedenktafel zum Umbau 1887 mit der Erwähnung von Alexander von Schoeller

Für seine Verdienste wurde Alexander von Schoeller zum Kaiserlichen Rat ernannt, im Jahre 1868 mit dem Orden der Eisernen Krone der III. Klasse geehrt und aufgrund der Ordensstatuten im Rang eines Ritters in den erblichen österreichischen Adel nobilitiert. Später gehörte Schoeller dem Herrenhaus des österreichischen Reichsrates an.
Im Jahr 1909 wurde in Wien-Leopoldstadt (2. Bezirk) die Schoellerhofgasse nach der von Alexander von Schoeller um 1840 erbauten Zinshaus-Anlage „Schoellerhof“ benannt.

### Letzte Lebenszeit
In den letzten Lebensjahren verbrachte er krankheitsbedingt die Winterzeit in Nizza. Schoeller, der der evangelischen Kirche angehörte und auch Vorstand der evangelischen Gemeinde Wiens war, wurde auf dem Evangelischen Friedhof Matzleinsdorf in Wien begraben.

## Familie

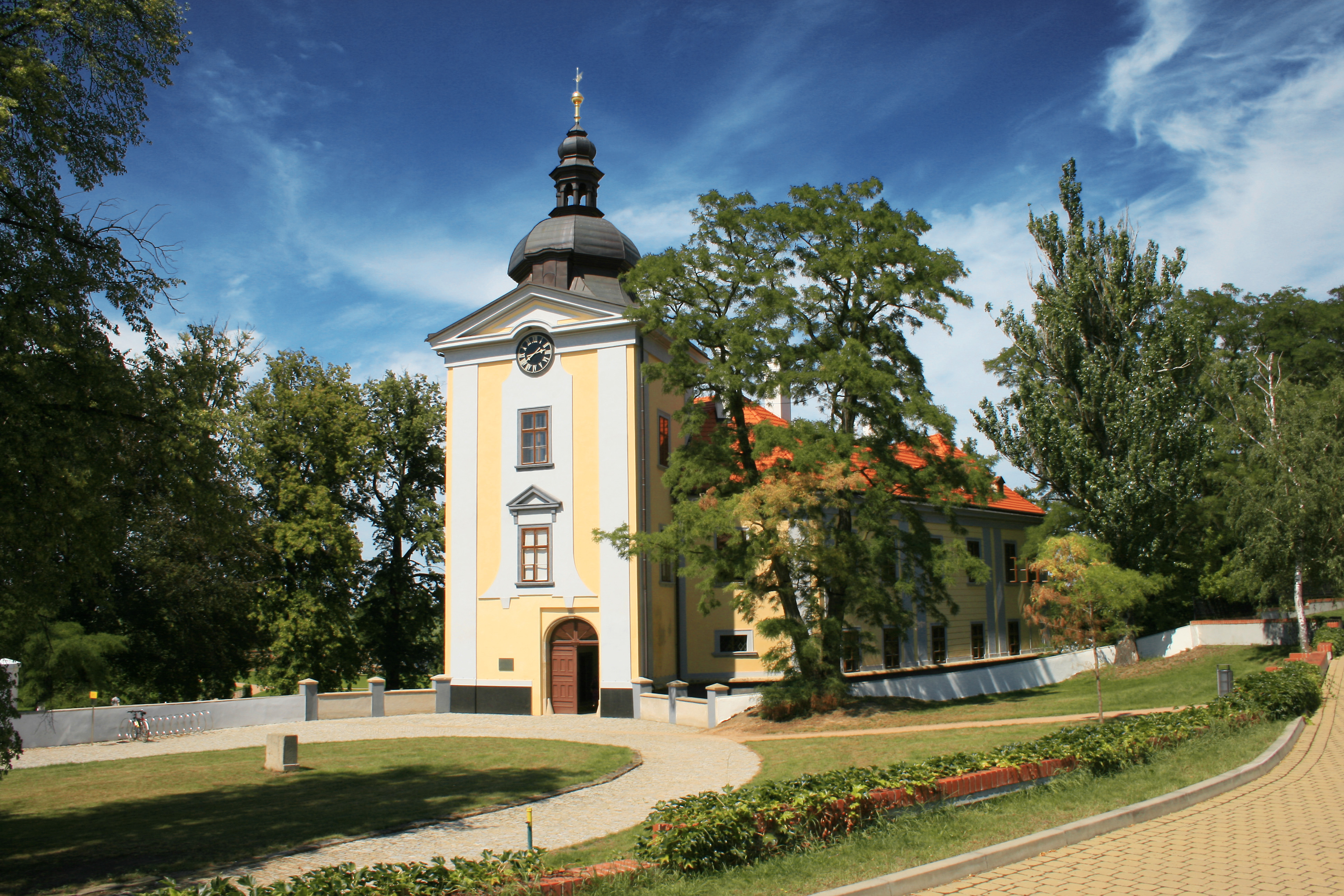
Schloss Ctěnice, Stammsitz Alexanders von Schoeller

Alexander von Schoeller war mit Pauline Hoesch (1814–1881) verheiratet, der Schwester von Leopold Hoesch, der während seines Studiums an der Polytechnischen Schule in Wien bei ihnen lebte. Dessen Mutter Johanna war wiederum eine Schwester von Alexanders Dürener Onkel Leopold Schoeller. Nach dem Tod von Pauline heiratete er in Wien Pauline Hendeß aus Cöslin (1837–1921). Da beide Ehen kinderlos blieben, ging Alexanders Hauptgeschäft, das Wiener Handels- und Bankhaus Schoeller & Co, nach seinem Tod wie auch die meisten seiner Industriezweige in den Besitz seiner drei Neffen Gustav Adolph von Schoeller (1826–1889), Philipp Wilhelm von Schoeller (1845–1916) und Sir Paul Eduard von Schoeller (1853–1920) über.
Als Familiensitz erwarb Alexander von Schoeller 1848 das Schloss Ctěnice bei Prag, welches bis zur Enteignung 1945 aufgrund der Beneš-Dekrete in Familienbesitz verblieb.